# Krplivnik
Krplivnik (Hongaars: Kapornak) is een dorp in het oosten van Slovenië en maakt deel uit van de Sloveense gemeente Hodoš in de NUTS-3-regio Pomurska. De plaats telde 82 inwoners op 1 januari 2020.